# Paracladopelma laminatum
Paracladopelma laminatum är en tvåvingeart som först beskrevs av Jean-Jacques Kieffer 1921.  Paracladopelma laminatum ingår i släktet Paracladopelma, och familjen fjädermyggor. Arten är reproducerande i Sverige.